# Uwe Thaysen
Uwe Thaysen (* 9. September 1940 in Scherrebek; † 16. Juni 2007 in Hamburg) war ein deutscher Politikwissenschaftler.

## Leben
Thaysens Eltern waren der Lehrer Bruno Thaysen und dessen Frau Marie, geb. Jensen. 1951 legte er an der Flensburger Goetheschule das Abitur ab und studierte ab 1960 Germanistik in Tübingen und von 1961 bis 1966 Politikwissenschaft an der FU Berlin. Von 1966 bis 1967 war er wissenschaftlicher Assistent bei Peter Christian Ludz in der DDR-Forschung, anschließend bei Ernst Fraenkel, 1967 Assistent für Vergleichende Regierungslehre und Regierungssysteme bei Winfried Steffani an der Universität Hamburg. Nach der Promotion 1974 zur Parlamentsreform war er von 1974 bis 2007 Professor für Politikwissenschaft an der PH Lüneburg (seit 1989 Universität).

## Schriften (Auswahl)
- Parlamentsreform in Theorie und Praxis. Zur institutionellen Lernfähigkeit des parlamentarischen Regierungssystems. Eine empirische Analyse der Parlamentsreform im 5. Deutschen Bundestag. Opladen 1972, ISBN 3-531-11144-2.
- Parlamentarisches Regierungssystem in der Bundesrepublik Deutschland. Daten, Fakten, Urteile im Grundriss. Opladen 1976, ISBN 3-8100-0043-4.
- (mit Frank Grube und Gerhard Richter): Politische Planung in Parteien und Parlamentsfraktionen. Schwartz, Göttingen 1976, ISBN 3-509-00939-8.
- Bürger-, Staats- und Verwaltungsinitiativen. Ein Beitrag zur Entwicklung kooperativer Systeme mittelbarer und unmittelbarer Demokratie ; Reformen zugunsten der Bürgerbeteiligung am Beispiel einer Kommunalverfassung. Heidelberg 1982, ISBN 3-7685-3780-3.
- (Hrsg.): US-Kongreß und Deutscher Bundestag. Bestandsaufnahmen im Vergleich. Westdeutscher Verlag, Opladen 1988, ISBN 3-531-11936-2.
- Der Runde Tisch oder wo blieb das Volk? Der Weg der DDR in die Demokratie. Opladen 1990, ISBN 3-531-12228-2.
- (Hrsg.): The US Congress and the German Bundestag. Comparisons of democratic processes. Westview Press, Boulder, Colo. 1990, ISBN 0-8133-7346-8.
- (Hrsg., mit Jürgen Hartmann): Pluralismus und Parlamentarismus in Theorie und Praxis. Winfried Steffani zum 65. Geburtstag. Westdeutscher Verlag, Opladen 1992, ISBN 3-531-12326-2.
- (Hrsg., mit Hans Michael Knoth): Wandel durch Repräsentation - Repräsentation im Wandel. Entstehung und Ausformung der parlamentarischen Demokratie in Ungarn, Polen, der Tschechoslowakei und der ehemaligen DDR. Nomos, Baden-Baden 1992, ISBN 3-7890-2743-X.
- (Hrsg.): Wortprotokoll und Dokumente. Der Zentrale Runde Tisch der DDR. Fünf Bände. Westdeutscher Verlag, Wiesbaden 2000, ISBN 3-531-12756-X.